# Stazione di Vienna Hütteldorf
La stazione di Vienna Hütteldorf (in tedesco Wien Hütteldorf), fino al 1981 Hütteldorf-Hacking, è una stazione ferroviaria situata nel distretto di Penzing a Vienna, in Austria.
La stazione, sulla Westbahn, ed inaugurata nel 1858, è di proprietà ed è gestita dalle Ferrovie Federali Austriache (ÖBB), ed è servita da treni interurbani, regionali e della S-Bahn.
La stazione della metropolitana, che è il capolinea della linea U4, è ospitata all'interno di un capannone ferroviario.